# 根本好章
根本 好章（ねもと よしあき、1929年5月26日 - ）は、日本の男性声優、俳優。東京府（現：東京都）出身。

## 略歴
東京青年劇場、青演、りんどうプロ、プロダクション河に所属していた。

## 人物
声種はハイバリトン。
趣味・特技は木彫、釣り、スキー。

## 出演作品

### テレビドラマ
- 隠密剣士（TBS）
  - 第四部 忍法闇法師 第13話「十三人目の忍者」（1963年）
- 新隠密剣士（TBS）
  - 第一部 忍秘影一族 第1話「影の剣士」（1965年）
- 太陽にほえろ!（NTV）
  - 第236話「砂の城」（1977年） - みどりハイツ管理人
  - 第247話「家出」（1977年） - 公共職業安定所職員
  - 第266話「逃亡者」（1977年）
  - 第311話「ある運命」（1978年）
  - 第316話「ある人生」（1978年）
  - 第337話「偽装」（1979年）
  - 第342話「何故」（1979年）

### テレビアニメ
- 宇宙少年ソラン（1965年）
- ファイトだ!!ピュー太（1968年）
- 海底少年マリン（1969年、男）
- 侍ジャイアンツ（1973年、金田正泰）
- アルプスの少女ハイジ（1974年、お医者様、ヨハン）
- ど根性ガエル（1974年）
- はじめ人間ギャートルズ（1974年 - 1975年）

### 吹き替え

#### ドラマ
- スパイ大作戦
  - 第5シーズン「“怪物”粉砕作戦」（サブリ、ボートの男）
  - 第7シーズン「暗殺計画ナイトフォール」（アラブ人、デイビス）

#### 人形劇
- 海底大戦争 スティングレイ
  - 海底王タイタン（WASP総司令官）
  - 海底の宝物（ブラック船長）
  - ゆうれい船（WASP総司令官）
  - 海底戦車現る（WASP総司令官）
  - 基地にスパイが！（WASP総司令官）
  - 地獄から来た男（WASP総司令部）
  - タイタン ロカビリーにいかれる（WASP総司令官）
- サンダーバード（オーシャンパイオニア二世乗員）
- ロンドン指令X 第6話「潜水艦スパイ」

### 特撮
- 恐竜探険隊ボーンフリー（1976年、正木博士〈初代〉）
- 恐竜大戦争アイゼンボーグ（1977年、政府高官）
- 恐竜戦隊コセイドン（1978年、マグマ恐人マグマスの声）
- アンドロメロス（1983年、ファイティングベム・バゼリアの声）